# Chants du 1er mai

Les chants du 1er mai sont une tradition vivante du canton de Fribourg, en Suisse.

## Déroulement
Les jeunes parcourent les rues de leur village, ou les commerces et les restaurants en ville, pour aller chanter aux portes des habitants. Certains jouent un air de musique, et il n’est pas rare, en Gruyère, de voir des enfants porter un costume traditionnel et/ou chanter en patois.

## Histoire
Depuis le XIXe siècle, les enfants fribourgeois, seuls ou en groupes, se déplacent de maison en maison pour annoncer l’arrivée du printemps en chansons. Ils se voient récompensés de quelques pièces et de friandises. En Auvergne, et d’autres régions de France, cette coutume existait également mais a depuis disparu.
En 2001, est lancé un concours de chant dont la finale a lieu au Conservatoire de Fribourg.

## Source du texte
- « Chanter le 1er mai », sur fr.ch